# SN 2008gt
SN 2008gt – supernowa typu Ia odkryta 29 października 2008 roku w galaktyce A224443-0308. W momencie odkrycia miała maksymalną jasność 18,40m.